# Uomini senza padrone
Uomini senza padrone è un importante e nota opera saggistica dello storico polacco Bronisław Geremek. La prima pubblicazione è stata in Francia nel 1977, l'edizione italiana è del 1992 e comprende anche altri saggi dello stesso autore. Con il termine 'Uomini senza padrone' Geremek indica coloro che riuscivano a sopravvivere, in età moderna, ingegnandosi, negli interstizi della società di antico regime, senza mai rientrare in una categoria sociale più ampia e definita. Principalmente si trattava di lavoratori saltuari, artisti girovaghi, zingari, vagabondi e marginali. Non avevano legami fissi né dovevano obbedienza ad alcuno, il che consentiva un alto margine di libertà ma, di contro, sottintendeva una precarietà strutturale che aumentava notevolmente l'esposizione alle incertezze della vita.